# Juan Perea Capulino
Juan Perea Capulino (1890 - 1967) va ser un destacat militar espanyol que va participar en la Guerra Civil espanyola en el bàndol republicà. Originari de l'escala de la tropa, va arribar a General i va manar l'Exèrcit de l'Est en la fase final de la guerra, acció per la qual més se'l recorda.

## Brigada

### Primers anys i formació militar
Va ingressar en l'exèrcit amb 16 anys com a soldat, i als 27 ja era tinent, havent-se d'això en gran part dels ascensos per mèrits de guerra. Va lluitar en la guerra del Rif, on va estar 15 anys. Greument ferit, va demanar el trasllat a la península, on va participar en una cèlebre conspiració, la Sanjuanada (1926) per derrocar al dictador Primo de Rivera, la qual cosa li va costar una condemna de sis anys de presó al castell de Montjuich. Malgrat aquesta brillant carrera, i de la seva ideologia republicana, es va retirar de l'Exèrcit amb el rang de capità en 1932.

### Guerra Civil espanyola
Amb la revolta militar de juliol de 1936 torna al servei per defensar a la República. La seva primera actuació es produeix en la Serra de Guadarrama, al capdavant d'una columna amb el seu nom que defensa el port de Lozoya, ja el 21 de juliol. La lluita per aquest pas serà sagnant per a tots dos bàndols, i a la fi de setembre els rebels hauran ocupat el port i el poble de Lozoya. Mentre lluita en la sierra, és ascendit a comandant el 6 d'agost.
El 6 de desembre de 1936 relleva amb la seva columna a les forces de José María Galán Rodríguez al sector de Pozuelo de Alarcón-Húmera. No arriba a participar en la 2a batalla de la Carretera de la Corunya (13-19 de desembre) perquè la XI Brigada Internacional suporta tot l'atac a Boadilla del Monte. El 31 de desembre és nomenat cap de la 5a Divisió, que defensa la carretera de La Corunya, al nord de Madrid. Ell i la seva 5a Divisió participen activament en la Tercera batalla de la Carretera de la Corunya (2-16 de gener de 1937), contenint l'avanç rebel cap a Madrid amb grans baixes.
El 26 d'abril cessa en el comandament de la 5a Divisió i passa a dirigir el IV Cos d'Exèrcit fins a octubre de 1937.
El 23 d'octubre de 1937 passa a manar el XXI Cos d'Exèrcit (reserva al Nord de l'Ebre, entorn de Lleida). La contraofensiva rebel sobre Terol va fer que es desplacés amb la seva unitat al sector de Montalbán, servint d'enllaç entre l'Exèrcit de l'Est i l'Exèrcit de Llevant (8 de febrer de 1938). Quan en el mes de març s'inicia l'ofensiva rebel cap al mar, el XXI Cos de Perea serà l'únic que resistirà, fins que en veure's sobrepassat pels seus flancs hagué de retirar-se. En aquestes dates és ascendit a Tinent coronel per la seva brillant actuació al capdavant del XXI Cos enmig del desastre republicà a Aragó.

#### A la defensa de Catalunya
El 30 de març de 1938 abandona la direcció XXI Cos per substituir a Pozas al capdavant de l'Exèrcit de l'Est, que es troba en completament desorganitzat i en plena desbandada. No va poder evitar la pèrdua Lleida a principis d'abril, però aconseguirà detenir l'ofensiva a mitjan mes en el riu Noguera Pallaresa. Ja en el mes de maig participa en l'Ofensiva sobre el Noguera Pallaresa (Sort, Tremp, Balaguer i Seròs). Quan es va produir l'ofensiva sobre Catalunya les seves unitats de l'Exèrcit de l'Est van mostrar una gran cohesió, resistint en línies generals més que les de l'Exèrcit de l'Ebre (les unitats del qual es trobaven molt infringides després de la batalla de l'Ebre, encara que finalment va haver de cedir posicions i emprendre la retirada cap al nord. El 15 de gener de 1939 és ascendit a coronel, passant la frontera francesa a principis de febrer al costat de les restes de les seves tropes i amb tota la massa de població que fugia.

### Vida i activitat en l'exili
En finalitzar la guerra civil s'exilia a Mèxic en 1942, on participa en organitzacions conspirativas contra Franco, mantenint viu l'esperit de la República. És ascendit a general. En 1967 estava en Algèria conspirant, quan va morir d'un atac al cor.

## Semblança
La valoració que fa d'ell Ramón Salas Larrazábal és positiva: “era un home d'elevada alçada i complexió robusta, amb aspecte noble i que com tot bon cap es conformava amb els mitjans que disposava i no importunava als seus comandaments superiors amb peticions que sabia no era possible atendre”. És l'únic cas conegut de militar professional espanyol de l'escala de tropa que al segle XX ha aconseguit el generalato. Va pertànyer al Partit Republicà Democràtic Federal, que mai va abandonar, si bé va mostrar molta simpatia cap als anarquistes i força animadversió cap als comunistes.